# Radio Zet

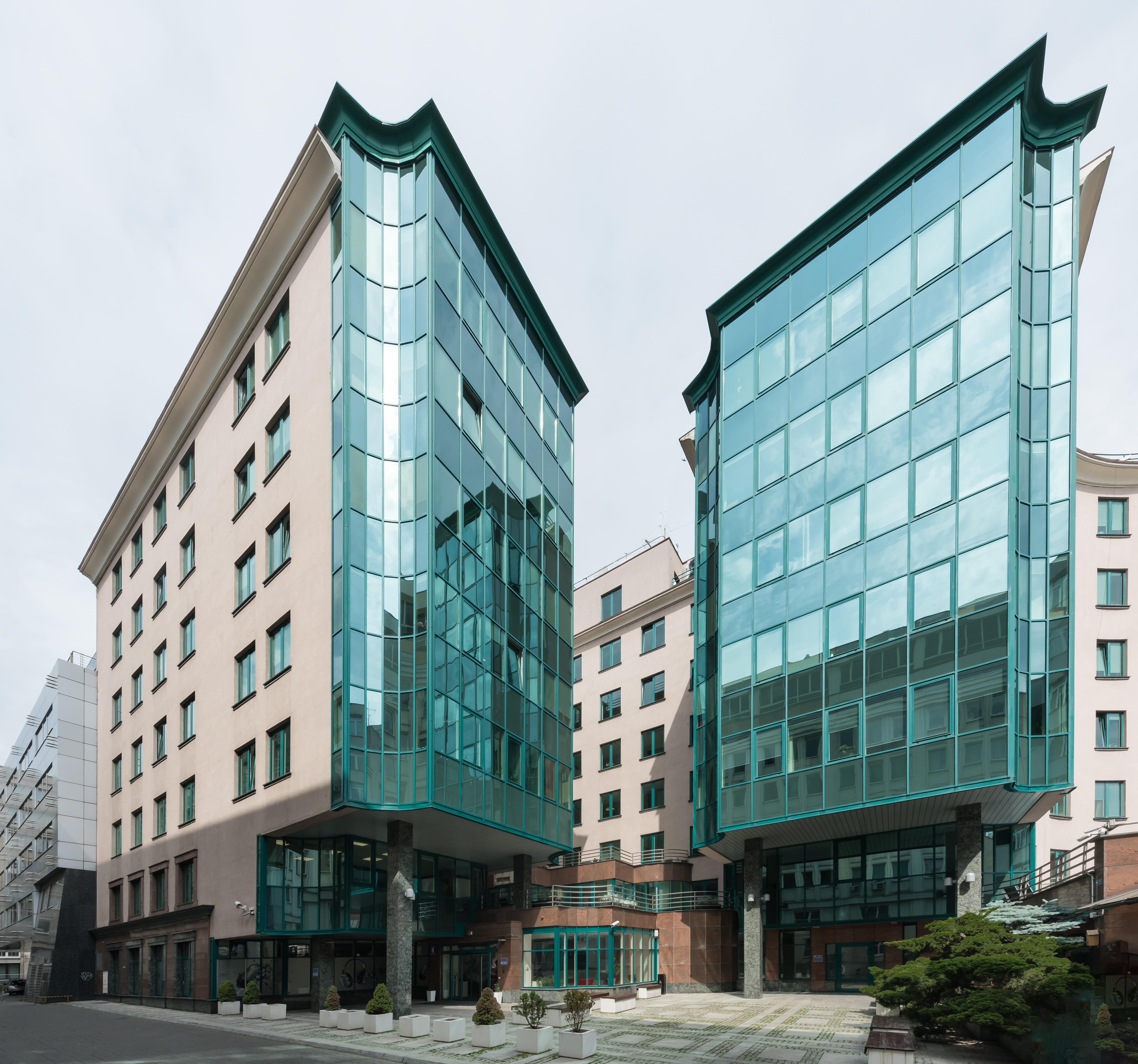
Biurowiec Bliski Centrum przy ul. Żurawiej w Warszawie, siedziba Radia Zet

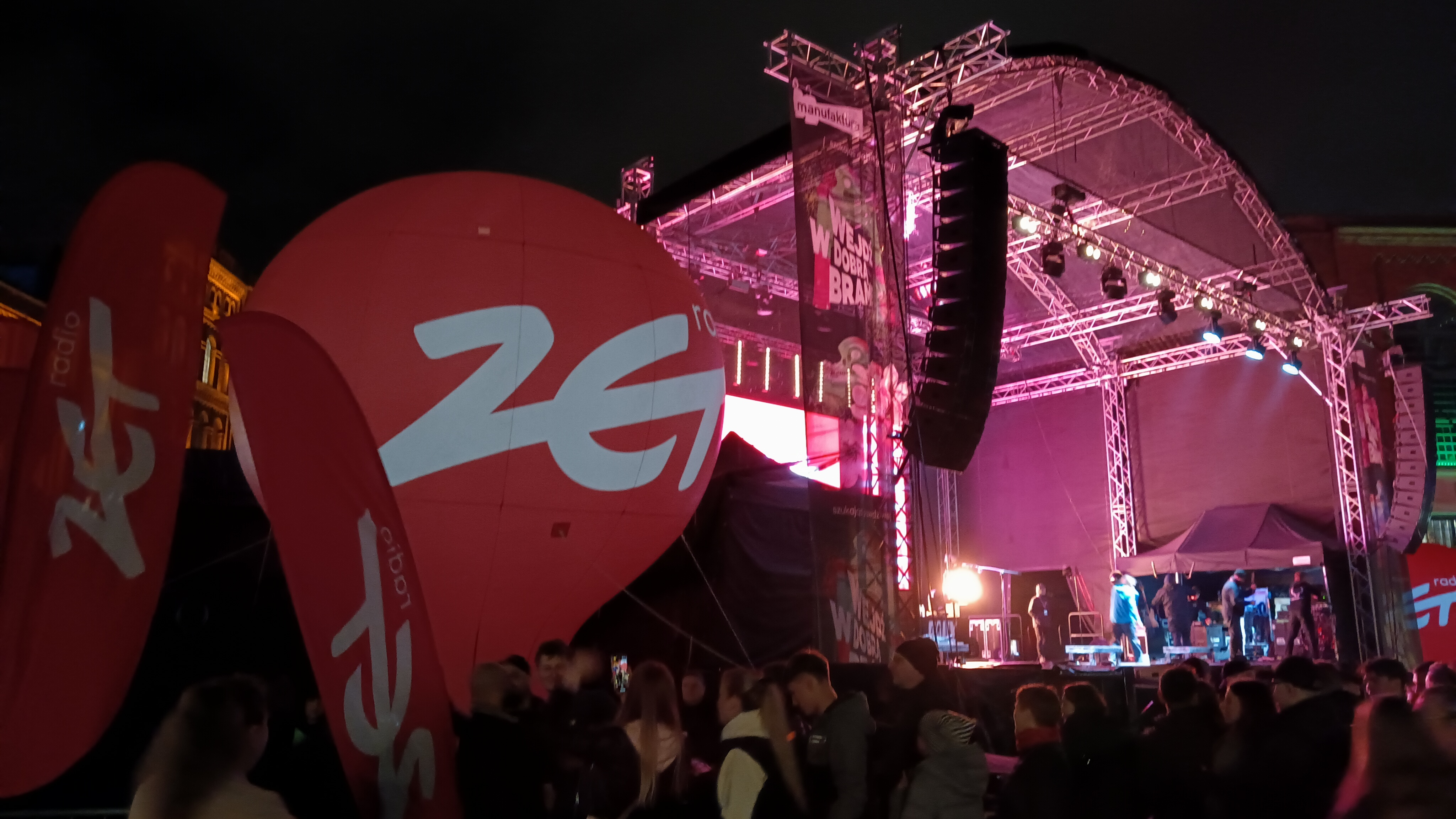
Radio Zet jako patron medialny i współorganizator imprezy masowej w Łodzi (2025)

Radio Zet (nazwa stylizowana Radio ZET) – polska komercyjna rozgłośnia radiowa, należąca do holdingu Eurozet, założona 28 września 1990.

## Historia
Od 2 do 8 maja 1990 w Warszawie nadawano okazjonalnie sygnał Radio France Internationale (RFI), nadającego na falach krótkich. Ostatniego dnia emisji zapowiedziano, że 8 maja RFI podpisało umowę z wydawcą Gazety Wyborczej dotyczącą wspólnego przedsięwzięcia radiowego i otworzenia nowej stacji radiowej. Nowe radio powstało dzięki poparciu Adama Michnika, pomocy finansowej francuskiej organizacji Euro Libre i pomocy technicznej RFI, które użyczyło sprzęt nadawczy i studyjny na początkowy okres działalności.
Nowo powstała rozgłośnia o nazwie Radio Gazeta rozpoczęła nadawanie 28 września 1990. W chwili uruchomienia emisji było drugą stacją prywatną w Warszawie (po Radiu S) i pierwszą komercyjną. Pomysłodawcą, założycielem i pierwszym prezesem rozgłośni był Andrzej Woyciechowski, zaś współzałożycielami zostali: Leszek Stafiej (wiceprezes rozgłośni) i Janusz Weiss. Pierwszy w historii program poprowadził Rafał Korsak, a pierwszą w historii piosenką zagraną w rozgłośni była „Wuthering Heights” Kate Bush. Wśród pierwszych współpracowników Radia znaleźli się m.in.: Maria Wiernikowska, Barbara Włodarczyk, Małgorzata Moszczeńska, Marzena Chełminiak, Agata Niewiarowska, Dorota Jovanka Ćirlić i Jagna Skoczylas oraz Krzysztof Skowroński i Piotr Krzyżanowski (Studio Zet i Dział Reklamy).
Nadajnik umieszczony na ostatnim piętrze Hotelu Marriott nadawał w nocy audycje RFI po francusku – w ciągu dnia w programie znajdowały się również serwisy i reklamy w językach obcych. W pierwszych dniach emisji poradą techniczną służył radiu inżynier Leszek Michniewicz, wówczas pracownik Trójki. Wkrótce techniczną obsługę przejęli Michał Silski i Andrzej Kijanowski.
Kompozytorem pierwszego sygnału dźwiękowego Radio Gazeta był Andrzej Staszyński. W pierwszych tygodniach działalności rozgłośni można było usłyszeć hasło i sygnał (identyfikator) dźwiękowy Radio Gazeta. W okresie kampanii wyborczej 1990, w celu zachowania niezależności politycznej, założyciele rozgłośni zmienili jej nazwę na Radio Zet. Autorem logotypu rozgłośni po zmianie nazwy został Leszek Wilk, zwycięzca otwartego konkursu na znak graficzny radia.
Początkowo głównym udziałowcem (90%) Spółki Radio Gazeta była spółka Agora. Następnie Agora zachowała 10% udziałów, a pozostałe 90% udziałów rozdzielono wśród współzałożycieli. Niebawem większość udziałów rozgłośni przejęła nowa spółka Andrzeja Woyciechowskiego powiązana z francuskim koncernem medialnym Lagardère, właścicielem m.in. francuskiej stacji Europe 1.
Stacja początkowo wynajmowała pomieszczenia w siedzibie Polskiego Towarzystwa Ekonomicznego przy ul. Nowy Świat 49 w Warszawie. Wiosną 1992 redakcja została przeniesiona do budynku przy ul. Pięknej 66a. Od połowy 2001 siedziba radia mieści się w biurowcu przy ul. Żurawiej 8. Pierwszą częstotliwością Radia Zet była 67 MHz w paśmie UKF.
Radio Zet i RMF FM na początku 1994 otrzymały koncesje ogólnopolskie. Stacja z Krakowa rozpoczęła emisję ogólnopolską jako pierwsza, co rozpoczęło rywalizację między nadawcami. Również w 1994 Andrzej Woyciechowski toczył spór z I Programem Polskiego Radia w sprawie do transmisji zimowych igrzysk olimpijskich w Lillehammer.
Od 2009 stacja udostępnia kanały muzyczne dostępne na swojej stronie internetowej, którą następnie wielokrotnie rozwijała.
Na początku 2018 holding Lagardère wystawił na sprzedaż grupę Eurozet, właściciela między innymi Radia Zet. Nabywcą w kwietniu 2018 stała się grupa Czech Media Invest, jednakże już w październiku 2018 stację wystawiono ponownie na sprzedaż – wśród chętnych do kupna były firmy: Agora, PMPG Polskie Media, Fratria, ZPR Media i Zbigniew Jakubas. 20 lutego 2019 w komunikacie giełdowym spółka Agora SA (która była już właścicielem stacji w latach 90.) poinformowała o zawarciu umowy sprzedaży udziałów Eurozet sp. z o.o. i umowy wspólników Eurozet przez Czech Media Invest spółkom SFS Ventures, jako kupującej 60% udziałów i Agora SA jako kupującej 40% udziałów spółki.
W październiku 2019 Radio Zet uruchomiło nową wersję playera internetowego umożliwiającego słuchanie radia na żywo oraz powtórki wybranych programów.
11 maja 2020 wprowadzono nową oprawę muzyczną stacji i niektórych programów, w tym serwisów informacyjnych.

## Słuchalność
Według badania Radio Track (wykonane przez Millward Brown SMG/KRC) udział Radia Zet pod względem słuchania w okresie od października 2024 do grudnia 2024 w grupie wiekowej 15–75 lat wyniósł 14,5 proc., co dało tej stacji pozycję wicelidera rynku radiowego w Polsce (za RMF FM).

### Słuchalność w miastach Polski
- Szczecin: 10,1% (3. miejsce w okresie lipiec 2024-grudzień 2024)[17],
- Wrocław: 7,3% (3. miejsce w okresie lipiec 2024-grudzień 2024)[18],
- Aglomeracja Śląska: 8,6% (wicelider w okresie lipiec 2024-grudzień 2024)[19],
- Częstochowa: 20,1% (lider w okresie lipiec 2024-marzec 2024)[20],
- Kraków: 7,1% (3. miejsce w okresie lipiec 2024-grudzień 2024)[21],
- Rzeszów: 12,5% (wicelider w okresie lipiec 2024-grudzień 2024)[22],
- Lublin: 14,1% (wicelider w okresie lipiec 2024-grudzień 2024)[23],
- Białystok: 14,5% (wicelider w okresie lipiec 2024-grudzień 2024)[24],
- Olsztyn: 6,6% (5. miejsce w okresie czerwiec 2023-listopad 2023)[25],
- Trójmiasto: 12.9% (wicelider w okresie lipiec 2024-grudzień 2024)[26],
- Bydgoszcz: 11,8% (3. miejsce w okresie lipiec-grudzień 2024)[27],
- Toruń: 10,6% (3. miejsce w okresie lipiec 2024-grudzień 2024)[28],
- Poznań: 8,0% (6. miejsce w okresie lipiec 2024-grudzeń 2024)[29],
- Łódź: 16,1% (lider w okresie lipiec 2024-grudzień 2024)[30],
- Kielce: 10,6% (wicelider w okresie lipiec 2024-grudzień 2024)[31],
- Radom: 11,0% (4. miejsce w okresie lipiec 2024-grudzień 2024)[32],
- Warszawa: 16,9% (lider w okresie lipiec 2024-grudzień 2024)[33].

## Nagroda im. Andrzeja Woyciechowskiego
Nagroda stacji przyznawana od 2005 r., ustanowiona ku pamięci pierwszego redaktora naczelnego oraz założyciela Radia Zet. Wręczana corocznie jesienią.
W 2010 r. prócz nagrody dziennikarskiej przyznano dodatkową – Specjalną Nagrodę Radia Zet „Dziennikarz Dwudziestolecia”.

## Fundacja Radia Zet
Fundacja Radia Zet to istniejąca od 1999 roku jedyna radiowa organizacja charytatywna. Fundacja ta pomaga osobom chorym i niepełnosprawnym.

## Dyrekcja Radia Zet

### Obecnie
- Mariusz Smolarek – redaktor naczelny od września 2021
- Kuba Olszewski – sekretarz anteny od stycznia 2022
- Łukasz Pieter – dyrektor muzyczny od września 2022
- Katarzyna Kawka – dyrektor anteny od listopada 2020, dyrektor informacji od 17 stycznia do listopada 2020[35][36]
- Anna Augustyn – dyrektor informacji od lipca 2023
- Łukasz Sawala – redaktor naczelny RadioZET.pl od kwietnia 2023, wcześniej od września 2015 kierownik redakcji internetowej[37]

### Dawniej
- Andrzej Woyciechowski – redaktor naczelny w latach 1990–1995
- Robert Kozyra – redaktor naczelny w latach 1995–2009
- Mateusz Kirstein – redaktor naczelny od lipca 2009 do marca 2011
- Rafał Olejniczak – redaktor naczelny od kwietnia 2011 do marca 2015
- Jarosław Paszkowski – redaktor naczelny od marca 2015 do maja 2017
- Sławomir Assendi – redaktor naczelny, dyrektor programowy od maja 2017 do września 2018
- Agnieszka Siemiak-Harton – dyrektor anteny od października 2015 do października 2018
- Natalia Gębska – dyrektor anteny od kwietnia do września 2015
- Paulina Stolarek – dyrektor informacji w latach 1991–2000
- Kamila Ceran – dyrektor informacji w latach 2001–2009
- Daniel Adamski – dyrektor informacji od kwietnia 2009 do sierpnia 2017
- Wojciech Jagielski – dyrektor muzyczny od 1995 do lipca 2007 i od października 2010 do maja 2015[38]
- Joanna Sołtysiak – dyrektor muzyczny od maja 2015 do czerwca 2017
- Zbigniew Zegler – dyrektor muzyczny od czerwca 2017 do września 2018
- Katarzyna Buczkowska – dyrektor informacji od sierpnia 2017 do sierpnia 2019
- Joanna Komolka – dyrektor informacji od listopada 2020 do grudnia 2021[36]
- Marek Czyż – dyrektor informacji od stycznia 2022 do lipca 2023
- Michał Celeda – redaktor naczelny i dyrektor programowy od kwietnia 2019 do września 2021, wcześniej od września 2018 p.o. redaktora naczelnego i dyrektora programowego i od lipca do września 2018 zastępca dyrektora programowego
- Mateusz Golis – sekretarz anteny od 2015 do grudnia 2021

## Audycje i ich prowadzący

### Obecnie
- Wiadomości Radia Zet – Paula Michalik, Anna Kowalczyk, Lucyna Płużyczka, Aleksandra Ratusznik, Andrzej Kocjan, Michał Adamiuk, Krzysztof Białkowski, Dariusz Klimczak, Michał Krasucki, Mikołaj Gronet, Iwona Kutyna, Marcin Grzebielucha, Krzysztof Kiryczuk, Idalia Tomczak
- Wiadomości sportowe – Marcin Powideł, Krzysztof Wilanowski, Mateusz Ligęza
- Wiadomości kulturalne – prowadzący poranne i wieczorne Wiadomości
- Wiadomości ekonomiczne – prowadzący Wiadomości od poniedziałku do piątku w godzinach 11-14
- Wiadomości drogowe – Anna Kowalczyk, Dariusz Klimczak, Mikołaj Gronet
- Alfabet Julki w Radiu ZET – Julia Żugaj[39]
- Co za wieczór, co za noc – Michał Korościel i Marcin Sońta
- Czas wolny w Radiu ZET – Norbert Bieńkowski (sobota) / Mateusz Ptaszyński (niedziela)
- Dzieje się w Radiu ZET – Hubert Radzikowski
- Dzień dobry bardzo – Kamil Baleja, Marek Starybrat, Bartosz Gajda (poniedziałek-piątek) / Michał Adamski (weekend)
- Gość Radia Zet – Bogdan Rymanowski (wydanie poranne w pon.-czw.), Beata Lubecka (wydanie popołudniowe w pon.-czw. i poranne w piątek)
- Fajna nocka – bez prowadzącego
- Kocham cię, kino – Grażyna Torbicka
- Lista Przebojów Radia ZET "Lubię to!" – Mateusz Ptaszyński
- Lubię to w Radiu ZET – Mateusz Ptaszyński
- Na luzie w Radiu ZET – Michał Korościel i Marcin Sońta (sobota) / Norbert Bieńkowski (niedziela)
- Razem lepiej – Agnieszka Kołodziejska i Robert Karpowicz
- PartyZETka – Hubert Radzikowski
- Przebojowa lista wydarzeń tygodnia – Szymon Majewski[40]
- Siódmy dzień tygodnia – Andrzej Stankiewicz
- Szybko zleci – Ewelina Pacyna

### Niektóre audycje emitowane dawniej
- 100 naj... – Rafał Turowski
- 100 Buntowników, którzy zmienili świat – Rafał Turowski
- Aktywnie bardzo – Beata Sadowska
- Alfabet Emocji Radia ZET – Joanna Godecka
- Anioły i Bachory – Dorota Zawadzka
- Auto Zet – Mikołaj Kruk, Jan Bojarek, Paweł Orliowski
- Bezsenność z Radiem Zet – Dorota Szuszkiewicz i Kazimierz Robak
- Bitwa przebojów Radia Zet – Piotr Zastróżny
- Bilans tygodnia – Mariusz Gierszewski
- Blondynka w Wielkim Mieście – Beata Pawlikowska
- Bułka z Szymkiem – Szymon Majewski
- Bumerang Czesława – Czesław Mozil
- Chilli ZET w Radiu ZET – Gabi Andrychowicz, Mariusz Rokos
- Chwytaj dzień - Robert Karpowicz
- Co mogę dla Pani, Pana zrobić? – Irek Bieleninik
- Co na pierwsze, co na drugie - Jakub Olszewski
- Coolturalny wieczór – Tomasz Kasprzyk, Ewelina Pacyna
- Czysta lista – Krzysztof Żurek, Tomasz Miara, Piotr Sworakowski, Piotr Zastróżny
- Dr Zet – Wojciech Jagielski
- Duży wywiad Radia Zet – Marcin Prokop
- Dzień z Radiem Zet – różni prowadzący
- Dzień dobry bardziej - Ewelina Pacyna
- Do odważnych świat należy - Ewelina Pacyna
- Dzwonię do Pani, Pana w bardzo nietypowej sprawie – Janusz Weiss
- Felieton Krecika – Wojciech Pieniak
- GaZETki – Marcin Osiadacz i Paweł Truszczyński
- Grupa Szczepan – różni prowadzący
- iTunes Express – Radomir Wit, Piotr Sworakowski, Paweł Szreiber
- Jasna strona nocy - Hubert Radzikowski, Adrian Nowak
- Kammel Zet Czanel – Tomasz Kammel
- Kino ZETka – Agnieszka Kołodziejska
- Klub Radia Zet – Rafał Sławoń, Paweł Konopczyński, Karolina Korwin Piotrowska, Hubert Urbański
- Kokobend w Radiu ZET – Robert Serek, Karim Lakndar i Krzysztof Żepielski
- Komputerowa Lista Przebojów – Rafał Biskup, Mariusz Rokos
- Loteria marzeń – Tomasz Kammel
- Liga hitów Radia Zet – Tomasz Miara, Marcin Wojciechowski
- Lista przebojów Radia Zet – Adrian Nowak
- Listy do M. – Maciej Stuhr
- Listy do BE. – Rafał Bryndal
- Mapa świata – Tomasz Michniewicz
- Między dniem a snem z Radiem Zet – Hubert Radzikowski, Witold Lazar, Marcin Łukasik
- Między snem a dniem - bez prowadzącego
- Mniej więcej serio – Karolina Korwin Piotrowska i Wojciech Jagielski
- MotoZET – Michał Wojdan
- Muzyka, informacje, zabawa – Agnieszka Kołodziejska, Tomasz Florkiewicz, Piotr Sworakowski
- Muzyczny wehikuł czasu – Rafał Turowski
- Muzyka Twojego Życia
- MultikinoZetka – Agnieszka Kołodziejska
- Muzyczne historie – Marcin Wojciechowski
- Nautilus Radia Zet – Robert Bernatowicz
- Niekryty Kryty – Maciej Frączyk
- Niebieskie studio Radia Zet – Krzysztof Skowroński
- Niech to usłyszą – serial kryminalny, w rolach głównych: Margaret, Karolina Gorczyca, Mateusz Damięcki, Jarosław Boberek, Andrzej Grabowski, Magdalena Kumorek, Robert Makłowicz, Krystyna Tkacz, Bartosz Gellner, Krystian Pesta, Krzysztof Czeczot
- Niedzielny poranek z Radiem Zet – różni prowadzący Irek Bieleninik
- Nie do zobaczenia – Marzena Chełminiak, Justyna Pochanke, Izabela Szumielewicz, Rafał Domański, Andrzej Kocjan, Daniel Adamski, Agnieszka Kołodziejska, Paweł Truszczyński, Paula Michalik, Tomasz Miara
- Nie mam pytań - Szymon Majewski
- Nieporadnik małżeński – Szymon Majewski
- Nosel wkręca - Kamil Nosel
- Nosel kręci... w Radiu Zet – Kamil Nosel
- Nosel kręci... na zlecenie – Kamil Nosel
- Nosel odkrywa Amerykę – Kamil Nosel
- Nosel odkrywa internety – Kamil Nosel
- Noc w Radiu ZET – Mateusz Ptaszyński
- Pierwszy ogród – Janusz Weiss
- Planeta singli – Maciej Stuhr i Agnieszka Więdłocha
- Popołudnie z Radiem Zet – różni prowadzący
- Poranek z Radiem Zet
- Powiedz tylko marzenie – Marzena Chełminiak
- Ranny ptaszek – Mateusz Ptaszyński
- Radio ZET – to lubię! – Tomasz Florkiewicz, Agnieszka Kołodziejska
- Radio ZET – to lubię wieczorem!
- Radio ZET na półce – Rafał Bryndal, Monika Rogulska
- Radio ZET od kuchni
- PogoDyńka – Szymon Majewski
- Party ZET – Mateusz Ptaszyński, Justyna Dżbik-Kluge, Marcin Łukasik, Marcin Wojciechowski
- Plus Minus Lista - Marcin Wojciechowski
- Plus Minus Lista Extra - Marcin Wojciechowski
- Przeboje numer 1 w pracy – Agnieszka Kołodziejska i Tomasz Florkiewicz
- Przebojowy weekend – Mateusz Ptaszyński
- Szczyt wszystkiego w Radiu ZET – Michał Korościel i Marcin Sońta
- Taniec z Bryndalem – Rafał Bryndal
- To właśnie weekend – Beata Tadla
- Dzień dobry weekend – różni prowadzący
- Od ucha do ucha – Marcin Sońta
- Pozycja obowiązkowa – Szymon Majewski
- Rozmowy rolowane – Rafał Bryndal, Rafał Sławoń, Marta Lipińska, Edyta Jungowska, Borys Szyc
- Sobotni poranek z Radiem Zet – różni prowadzący
- Studio Mateo – Żaneta Banaśkiewicz
- Szybki Bill – Bilguun Ariunbaatar
- Sensacje XX wieku – Bogusław Wołoszański
- Śniadanie w Radiu Zet – Beata Lubecka i Łukasz Konarski, Joanna Komolka i Bartosz Kurek
- Śniadanie z Radiem Zet – Krzysztof Skowroński
- Siła muzyki nocą – Hubert Radzikowski
- Siła muzyki - różni prowadzący
- Sportowy finał tygodnia - Krzysztof Wilanowski, Marcin Powideł, Mikołaj Kruk, Mateusz Ligęza
- Strzeż się Irka B. – Irek Bieleninik
- Szósty dzień tygodnia - Andrzej Stankiewicz
- Świat o piątej – Daniel Adamski
- Świat o szóstej – Dariusz Klimczak
- Świat według blondynki – Beata Pawlikowska
- Taśmy Wojciechowskiego – Marcin Wojciechowski
- Technologika – Krzysztof Kurek
- Twoje przeboje – Tomasz Miara, Hubert Radzikowski, Paweł Szreiber, Radomir Wit, Marcin Mańka, Marcin Wojciechowski, Rafał Turowski
- Tydzień z Radiem ZET – Joanna Komolka
- Ukryty Mikrofon Radia Zet – Irek Bieleninik
- Upalne granie bez cienia mówienia – Marcin Sońta, Mateusz Ptaszyński, Marcin Wojciechowski, Damian Michałowski, Michał Korościel, Justyna Dżbik-Kluge, Marcin Łukasik, Piotr Sworakowski, Witold Lazar audycja wakacyjna
- Uważam Zet – Michał Korościel i Damian Michałowski
- Uważam Zet – Michał Korościel i Marcin Sońta
- Warto rozbawiać – Szymon Majewski
- W drogę! – Tomasz Michniewicz
- Weekend Wita – Radomir Wit
- Weekendowe poranek z Radiem Zet
- Weekendowe popołudnie z Radiem Zet – Witold Lazar
- Wiadomości w południe  – Małgorzata Łaszcz
- Wieczór z Radiem Zet – różni prowadzący
- Wydarzenia dnia
- Wszystkie Pytania Świata – Janusz Weiss
- W waszej sprawie – Justyna Dżbik-Kluge, Michał Dzienyński
- Zet jak związki – czyli rozmowy o seksie – Beata Tadla
- Zet Party – Adrian Nowak
- Zet Koncert – Adrian Nowak
- Z archiwum Zet – Piotr Sworakowski
- Z bliska – magazyn reporterów
- ZET Dance – różni prowadzący
- Zet Cafe – Agnieszka Kołodziejska, Justyna Dżbik-Kluge, Marzena Chełminiak, Kamil Nosel, Waldemar Maniewski – audycja wakacyjna
- Zet do zakochania – Marcin Łukasik, Piotr Sworakowski
- Zet na dobry wieczór – różni prowadzący
- Zet o świcie – Paweł Szreiber, Marcin Łukasik
- Zet Zet w Radiu Zet – Zbigniew Zegler
- Zimoch na gorąco – Tomasz Zimoch
- Życie jak marzenie / Lato jak marzenie – Marzena Chełminiak
- Zet na punkcie muzyki – Marcin Wojciechowski
- ZET jak Zdrowie – Michał Figurski

## Plebiscyty Radia Zet
Co roku Radio Zet organizuje plebiscyty takie, jak Przebój lata Radia Zet (pod koniec wakacji), Sylwestrowy przebój roku Radia Zet (w ostatni dzień grudnia).

## Lokalizacje stacji nadawczych
Opracowano na podstawie materiału źródłowego

- Biała Podlaska – 105,4 MHz
- Białogard/Sławoborze – 104,2 MHz
- Białystok/Krynice – 107,3 MHz
- Bieszczady/Góra Jawor – 103,1 MHz
- Bydgoszcz/Trzeciewiec – 95,6 MHz
- Częstochowa/Wręczyca – 103,4 MHz
- Dęblin/Ryki – 91,6 MHz
- Elbląg/Jagodnik - 94,0 MHz
- Gdańsk/Chwaszczyno – 105,0 MHz
- Giżycko/Miłki – 104,0 MHz
- Gorzów Wielkopolski (Janice) – 99,6 MHz
- Gryfice – 92,9 MHz
- Hrubieszów/Białopole – 104,6 MHz
- Iława/Kisielice – 98,7 MHz
- Jelenia Góra/Łysa Góra – 104,2 MHz
- Kalisz/Mikstat – 104,4 MHz
- Katowice/RTCN Kosztowy – 102,8 MHz
- Kędzierzyn-Koźle – 97,7 MHz
- Kielce/Święty Krzyż/Radom – 105,3 MHz
- Kluczbork – 107,4 MHz
- Kłodzko/Czarna Góra – 103,8 MHz
- Konin/Żółwieniec – 107,1 MHz
- Koszalin/Gołogóra – 105,3 MHz
- Koszalin/Góra Chełmska – 88,7 MHz
- Kraków/Chorągwica – 104,1 MHz
- Krynica-Zdrój/Góra Parkowa – 95,8 MHz
- Leżajsk – 95,0 MHz
- Lębork/Skórowo – 96,6 MHz
- Lubań/Nowa Karczma – 89,4 MHz
- Lublin/Piaski – 107,0 MHz[44]
- Łódź – 92,6 MHz
- Nysa – 98,6 MHz
- Olsztyn (Pieczewo) – 105,7 MHz
- Opole – 92,2 MHz
- Ostrołęka/Ławy – 102,8 MHz
- Piła/Rusinowo – 97,9 MHz
- Płock/Rachocin – 97,3 MHz
- Mosina koło Poznania – 97,0 MHz
- Poznań (Piątkowo) – 104,7 MHz
- Przemyśl/Tatarska Góra – 107,9 MHz
- Przysucha/Kozłowiec – 102,9 MHz
- Rzeszów (Baranówka) – 89,9 MHz
- Rzeszów/Sucha Góra – 107,4 MHz
- Siedlce/Łosice – 105,4 MHz
- Słupsk – 92,1 MHz
- Suwałki/Krzemianucha – 101,4 MHz
- Szczawnica/Góra Przehyba – 97,8 MHz
- Szczecin/Kołowo – 95,2 MHz
- Świnoujście – 91,8 MHz
- Tarnów/Lichwin – 107,8 MHz
- Wałbrzych/Góra Chełmiec – 97,2 MHz
- Warszawa/Pałac Kultury i Nauki – 107,5 MHz[45]
- Wągrowiec – 88,0 MHz
- Wisła/Góra Skrzyczne – 95,7 MHz
- Włodawa – 92,1 MHz
- Wrocław/Ślęża – 93,6 MHz
- Zabrze/Komin EC Zabrze – 92,6 MHz
- Zakopane/Gubałówka – 106,3 MHz
- Zamość/Feliksówka – 100,7 MHz
- Zielona Góra/Wilkanów – 107,0 MHz
- Zielona Góra/Jemiołów – 88,3 MHz
- Żagań-Wichów – 97,5 MHz